# Воловий глаз

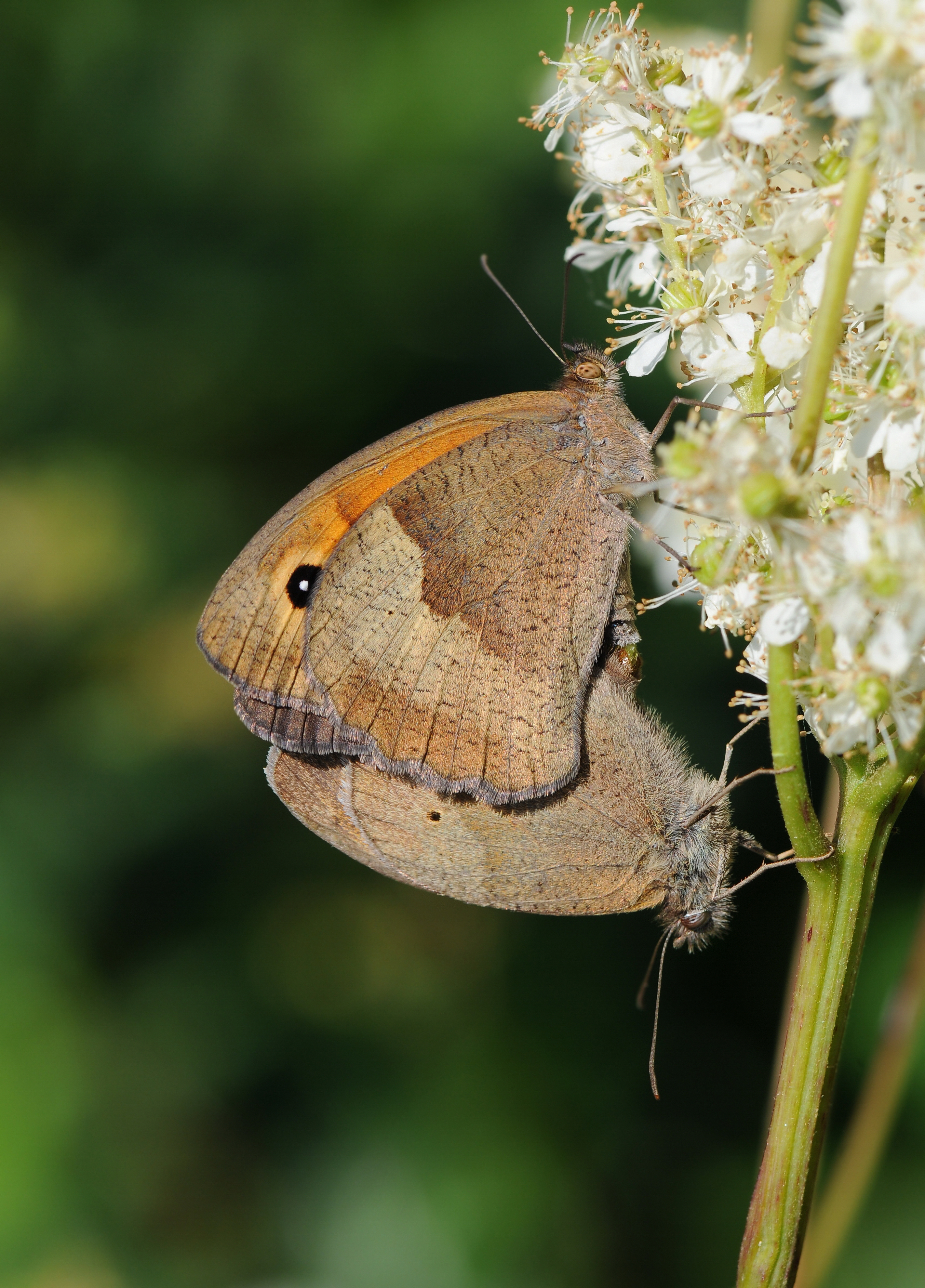
Große Ochsenauge, Maniola jurtina, mating

Воловий глаз, или бархатница волоокая, или крупноглазка воловий глаз (лат. Maniola jurtina) — бабочка из семейства бархатниц.

## Описание
Размах крыльев бабочек составляет от 40 до 48 мм. Самцы отличаются от самок окраской (половой диморфизм). У самцов окраска почти одноцветная тёмно-коричневая  верхней стороны крыльев. У основания верхних крыльев расположено более тёмное пятно, имеется широкая краевая перевязь оранжевого цвета. У самок также тёмно-коричневая окраска верхней стороны крыльев, однако, на верхних крыльях у них удлинённые, более или менее сильно выраженные оранжевые пятна, покрывающие всю середину крыла. У них также имеется пятно-глазок на конце крыла, однако, он значительно крупнее, чем у самцов. Нижняя сторона крыльев окрашена одинаково у обоих полов.

### Гусеница
Гусеницы длиной примерно 25 мм. Окрас светло-зелёный. Вдоль спины по бокам ниже дыхальца проходит тонкая светлая линия, по всему телу расположены длинные, белые, изогнутые на конце волосы.

## Распространение
Бабочки распространены от Канарских островов через Северную Африку и всю Европу, кроме Северной, через Малую Азию и север Ирана и Ирака на восток до Западной Сибири. Она обитает на равнине на высоте до 1600 м над уровнем моря, в Северной Африке — до 2500 м над уровнем моря .
Они живут в открытых, сухих и немного влажных ландшафтах, таких как, например, опушки леса, луга и окраины болот, а также в садах.
Лёт начинается с начала июня и продолжается до начала сентября. Гусениц находят, начиная с сентября, и после зимовки до мая.

## Питание
Гусеницы питаются многими злаками (Poaceae), такими как Bromus erectus, Овсяница овечья (Festuca ovina), мятлик луговой (Poa pratensis), бухарник пушистый (Holcus lanatus), Helictotrichon pubescens, лисохвост луговой (Alopecurus pratensis), душистый колосок обыкновенный (Anthoxanthum odoratum) и коротконожка перистая (Brachypodium pinnatum).

## Размножение
Самки откладывают конической формы, ребристые, с плоской вершиной яйца по одному на землю или на опавшие листья. Гусеницы активны днём. Только после зимовки они становятся активны ночью после предпоследней или последней линьки. Окукливание происходит на стебельке ближе к земле. Куколка от желтовато-зелёного до фиолетового цвета с коричневыми бугорками на брюшных сегментах.